# Mithun Perera
K. Mithun Chamika Udayanga Perera (født 26. december 1986, Boralla, Sri Lanka) er en Sri Lankisk golfspiller. Han er søn af den kendte golfspiller Nandasena Perera. Mithun vandt i 2009 de tredje årlige Annual Asia Pacific Amateur Championship, i Mission Hills, Kina. I 2010, blev han den første Sri Lankiske golfspiller nogensinde der kvalificerede sig til Australian Open.I 2011 blev han professionel og spiller i øjeblikket i Indian PGA Tour circuit.
Indtil videre i løbet af sæsonen har han spillet i 9 turneringer, og er placeret på en 10. plads.